# Alangium kurzii
Alangium kurzii är en kornellväxtart som beskrevs av William Grant Craib. Alangium kurzii ingår i släktet Alangium och familjen kornellväxter. Utöver nominatformen finns också underarten A. k. handelii.